# Aino Taube

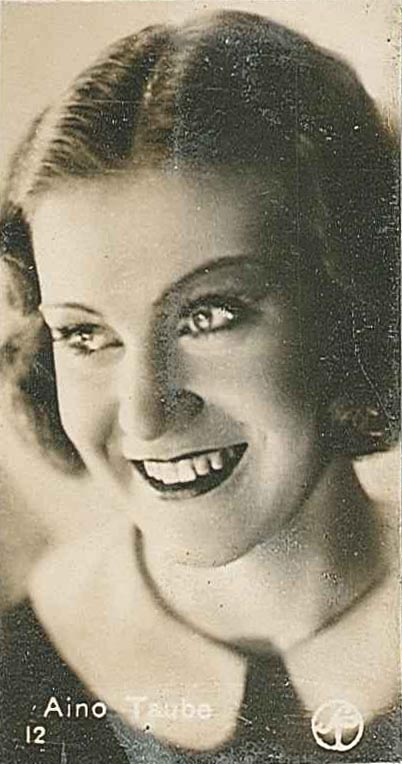
Aino Taube auf einer Sammelkarte aus den 1930er-Jahren

Aino Taube, verheiratete Aino Taube-Henrikson (* 11. Juli 1912 in Espergærde auf Seeland, Dänemark; † 3. Juni 1990 in Stockholm, Schweden) war eine schwedische Film- und Theaterschauspielerin.  Sie entstammt dem deutsch-baltischen Adelsgeschlecht Taube.

## Leben
Aino Taube besuchte von 1930 bis 1932 die Schauspielschule des Königlichen Dramatischen Theaterers in Stockholm, die Dramatens elevskola. In diesem Theater war sie von 1955 bis 1988 auch engagiert. Ihr Filmdebüt hatte sie 1931 in dem Spielfilm Skepparkärlek. 1981 wurde sie mit dem O’Neill-Stipendium ausgezeichnet.

## Familie
Aino Taube war die Tochter des Schauspielers Mathias Taube (1867–1934), der ein Cousin von Evert Taube war, und seiner Frau, der Journalistin Ella Ekman-Hansen (1884–1966). Sie war von 1940 an verheiratet mit dem Schauspieler und Regisseur Anders Henrikson (1896–1965). Ihr Sohn Mathias Henrikson (1940–2005) war ebenfalls Schauspieler.

## Filmografie (Auswahl)
- 1931: Skepparkärlek
- 1932: Studenter i Paris
- 1932: En stulen vals
- 1933: Fridolf i lejonkulan
- 1933: Augustas lilla felsteg
- 1934: Luftens Vagabond
- 1934: Sången om den eldröda blomman
- 1934: Marodörer
- 1940: Alle man på post
- 1946: Åsa-Hanna
- 1952: Sehnsucht der Frauen
- 1952: Es geschah aus heißer Jugendliebe
- 1956: Junge Herzen im Sturm
- 1971: The Touch
- 1976: Von Angesicht zu Angesicht